# Croton-on-Hudson
Croton-on-Hudson és una població dels Estats Units a l'estat de Nova York. Segons el cens del 2000 tenia 7.606 habitants.

## Demografia
Segons el cens del 2000, Croton-on-Hudson tenia 7.606 habitants, 2.798 habitatges, i 2.050 famílies. La densitat de població era de 618,3 habitants/km².
Dels 2.798 habitatges en un 38,7% hi vivien nens de menys de 18 anys, en un 62,5% hi vivien parelles casades, en un 8,2% dones solteres, i en un 26,7% no eren unitats familiars. En el 22,2% dels habitatges hi vivien persones soles el 7,7% de les quals corresponia a persones de 65 anys o més que vivien soles. El nombre mitjà de persones vivint en cada habitatge era de 2,65 i el nombre mitjà de persones que vivien en cada família era de 3,11.
Per edats la població es repartia de la següent manera: un 25,7% tenia menys de 18 anys, un 4,5% entre 18 i 24, un 30,1% entre 25 i 44, un 26,1% de 45 a 60 i un 13,6% 65 anys o més.
L'edat mediana era de 40 anys. Per cada 100 dones de 18 o més anys hi havia 86,7 homes.
La renda mediana per habitatge era de 84.744 $ i la renda mediana per família de 100.182 $. Els homes tenien una renda mediana de 65.938 $ mentre que les dones 46.029 $. La renda per capita de la població era de 39.441 $. Entorn de l'1,8% de les famílies i el 3,4% de la població estaven per davall del llindar de pobresa.